# Grand Prix Formule 1 van Italië 1994
De Grand Prix Formule 1 van Italië 1994 werd gehouden op 11 september 1994 op Monza.

## Verslag
Michael Schumacher was geschorst (voor twee races) vanwege zijn (rij)gedrag in de Grand Prix Formule 1 van Groot-Brittannië 1994 en werd vervangen door JJ Lehto. Larrousse had geldproblemen en had Yannick Dalmas ingehuurd. Lotus had ook geldproblemen maar in plaats van een betalende rijder in te huren, besloten ze Alessandro Zanardi in te huren en te hopen op een goed resultaat.

### Kwalificatie
Johnny Herbert mocht met de nieuwe Mugen-Honda-motor rijden en zette een prima kwalificatieresultaat neer en mocht vanop de vierde plaats vertrekken. Dit achter de Ferraris van Jean Alesi, Gerhard Berger en de Williams van Damon Hill. Hierachter kwamen David Coulthard, Olivier Panis, Mika Häkkinen, Andrea de Cesaris, Eddie Irvine en Jos Verstappen.

### Race

#### Eerste start
Alesi nam de leiding, met achter hem Berger, Herbert was derde, voor Hill. Irvine maakte een fout en reed achter in de Lotus van Herbert die spinde. Hierdoor gebeurden enkele crashes met als resultaat de rode vlag. Herbert herstartte vanuit de pits in de reservewagen, Irvine werd achteraan de grid geplaatst.

#### Tweede start
De race werd opnieuw gestart en Alesi nam de leiding voor Berger. De Fransman leidde tot zijn pitstop in de vijftiende ronde. Hij probeerde opnieuw te vertrekken maar er waren problemen met de versnellingsbak. De Fransman was razend en vertrok zonder een woord te wisselen met het team. Berger leidde hierna tot zijn pitstop, waarna Hill de leiding overnam tot zijn pitstop. Die was trager dan die van zijn teammaat Coulthard, maar die zette zich al snel aan de kant om Hill voorbij te laten.
In de laatste ronde viel Coulthard zonder benzine, waardoor Berger nog tweede kon worden, Häkkinen derde, Rubens Barrichello vierde en Martin Brundle vijfde. Coulthard werd als zesde geklasseerd.

## Uitslag
| Positie | Nummer | Rijder                | Team              | Ronden | Tijd/Opgave     | Startplaats | Punten |
| ------- | ------ | --------------------- | ----------------- | ------ | --------------- | ----------- | ------ |
| 1       | 0      | Damon Hill            | Williams-Renault  | 53     | 1:18:03.2       | 3           | 10     |
| 2       | 28     | Gerhard Berger        | Ferrari           | 53     | +4.93           | 2           | 6      |
| 3       | 7      | Mika Häkkinen         | McLaren-Peugeot   | 53     | +25.64          | 7           | 4      |
| 4       | 14     | Rubens Barrichello    | Jordan-Hart       | 53     | +50.634         | 16          | 3      |
| 5       | 8      | Martin Brundle        | McLaren-Peugeot   | 53     | +1:25.575       | 15          | 2      |
| 6       | 2      | David Coulthard       | Williams-Renault  | 52     | Out of fuel     | 5           | 1      |
| 7       | 25     | Eric Bernard          | Ligier-Renault    | 52     | +1 Ronde        | 12          |        |
| 8       | 20     | Erik Comas            | Larrousse-Ford    | 52     | +1 Ronde        | 24          |        |
| 9       | 5      | Jyrki Järvilehto      | Benetton-Ford     | 52     | +1 Ronde        | 20          |        |
| 10      | 26     | Olivier Panis         | Ligier-Renault    | 51     | +2 Rondes       | 6           |        |
| DNF     | 31     | David Brabham         | Simtek-Ford       | 46     | Lekke band      | 26          |        |
| DNF     | 3      | Ukyo Katayama         | Tyrrell-Yamaha    | 45     | Spin            | 14          |        |
| DNF     | 9      | Christian Fittipaldi  | Arrows-Ford       | 43     | Motor           | 19          |        |
| DNF     | 15     | Eddie Irvine          | Jordan-Hart       | 41     | Motor           | 9           |        |
| DNF     | 4      | Mark Blundell         | Tyrrell-Yamaha    | 39     | Spin            | 21          |        |
| DNF     | 23     | Pierluigi Martini     | Minardi-Ford      | 30     | Spin            | 18          |        |
| DNF     | 24     | Michele Alboreto      | Minardi-Ford      | 28     | Versnellingsbak | 22          |        |
| DNF     | 30     | Heinz-Harald Frentzen | Sauber-Mercedes   | 22     | Motor           | 11          |        |
| DNF     | 29     | Andrea de Cesaris     | Sauber-Mercedes   | 20     | Motor           | 8           |        |
| DNF     | 32     | Jean-Marc Gounon      | Simtek-Ford       | 20     | Versnellingsbak | 25          |        |
| DNF     | 19     | Yannick Dalmas        | Larrousse-Ford    | 18     | Spin            | 23          |        |
| DNF     | 27     | Jean Alesi            | Ferrari           | 14     | Versnellingsbak | 1           |        |
| DNF     | 12     | Johnny Herbert        | Lotus-Mugen-Honda | 13     | Alternator      | 4           |        |
| DNF     | 6      | Jos Verstappen        | Benetton-Ford     | 0      | Botsing         | 10          |        |
| DNF     | 11     | Alessandro Zanardi    | Lotus-Mugen-Honda | 0      | Botsing         | 13          |        |
| DNF     | 10     | Gianni Morbidelli     | Arrows-Ford       | 0      | Botsing         | 17          |        |
| DNQ     | 34     | Bertrand Gachot       | Pacific-Ilmor     |        |                 |             |        |

## Wetenswaardigheden
- De dag na de Grand Prix ging Lotus in vereffening.

## Statistieken
| Pole-position | Jean Alesi | Ferrari          | 1:23.844 |
| Snelste ronde | Damon Hill | Williams-Renault | 1:25.930 |

## Noot
- Dit was de driehonderdste Grand Prix-start voor een Australische coureur en de honderdste Grand Prix-start voor een Nederlandse coureur.
- Eerste pole position voor Jean Alesi.
- Vijfde podiumplaats voor Mika Häkkinen.

1921 · 1922 · 1923 · 1924 · 1925 · 1926 · 1927 · 1928 · 1931 · 1932 · 1933 · 1934 · 1935 · 1936 · 1937 · 1938 · 1947 · 1948 · 1949 · 1950 · 1951 · 1952 · 1953 · 1954 · 1955 · 1956 · 1957 · 1958 · 1959 · 1960 · 1961 · 1962 · 1963 · 1964 · 1965 · 1966 · 1967 · 1968 · 1969 · 1970 · 1971 · 1972 · 1973 · 1974 · 1975 · 1976 · 1977 · 1978 · 1979 · 1980 · 1981 · 1982 · 1983 · 1984 · 1985 · 1986 · 1987 · 1988 · 1989 · 1990 · 1991 · 1992 · 1993 · 1994 · 1995 · 1996 · 1997 · 1998 · 1999 · 2000 · 2001 · 2002 · 2003 · 2004 · 2005 · 2006 · 2007 · 2008 · 2009 · 2010 · 2011 · 2012 · 2013 · 2014 · 2015 · 2016 · 2017 · 2018 · 2019 · 2020 · 2021 · 2022 · 2023 · 2024 · 2025